# Grand Cavallo
Grand Cavallo är en ö i Algeriet.   Den ligger i provinsen Jijel, i den norra delen av landet, 230 km öster om huvudstaden Alger.
Terrängen på Grand Cavallo är mycket platt.